# امپراتوری زنگ
امپراتوری زنگ یا سلطنت کیلوا، یا امپراتوری افروشیرازی، حکومتی در سواحل شرقی آفریقا بود که در قرن چهارم هجری توسط علی بن حسن شیرازی حاکم شیراز در دوره آل بویه دیلمی بنانهاده‌شد. پایتخت این حکومت جزیره کیلوا کیسیوانی بود که در ۲۴۰ کیلومتری جنوب شهر امروزی دارالسلام واقع‌شده‌است.

## پیشنه وقایع
در وقایع نگاری کیلوا، آمده‌است که مسلمانان شیرازی در نتیجه یک خشکسالی سخت از فارس مهاجرت نموده و با توجه به آوازه ای که از سیاحان فارسی از زنگبار یا زنگستان (سرزمین سیاهان) شنیده بودند سفر به زنگ را بر سفر به هند ترجیح دادند و این مسلمانان پس از ماه‌ها سفر دریایی بالاخره در کیلوا ساکن شدند و محلی را ساختند که برخی از مساجد و خانواده‌های مسلمان هم‌اکنون در آنجا اقامت‌دارند.

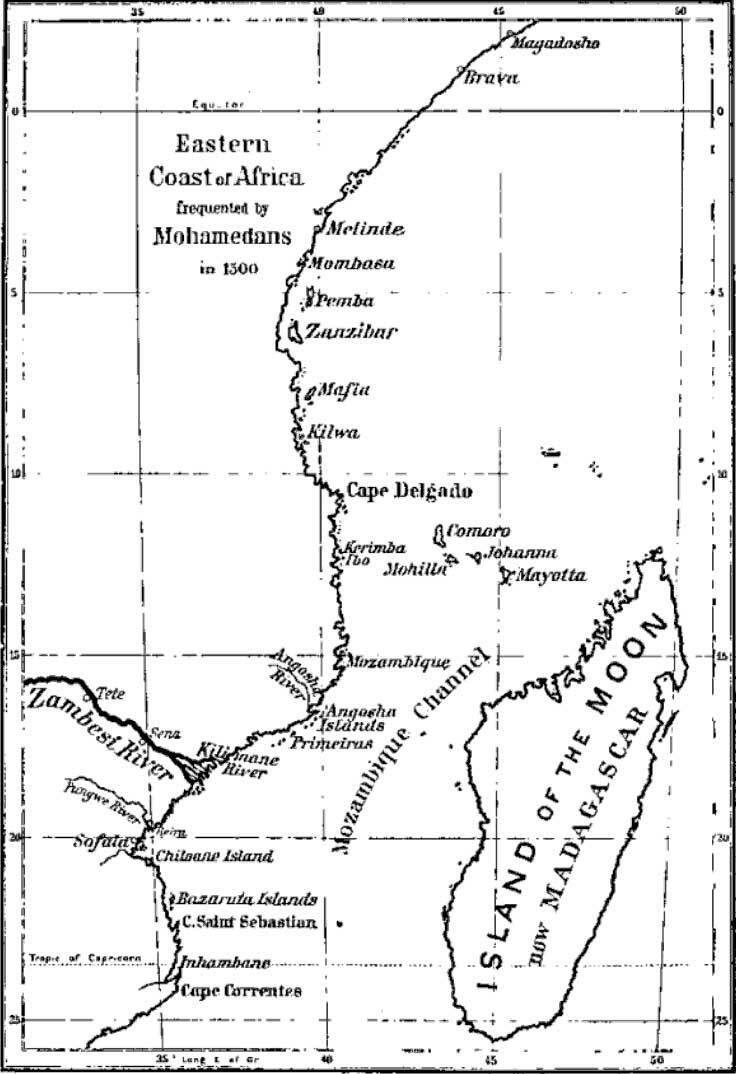
شهرهای مهم آفریقای شرقی، حدود سال ۱۵۰۰. سلطان‌نشین کیلوا از کیپ کورنتس در جنوب تا مالیندی در شمال فرمانروایی داشت.

رهبر شیرازیهای مهاجر به جزایر شرق آفریقا، حاکم سابق ایالت شیراز، علی بن حسن شیرازی نام‌داشت. او در سال ۹۵۶م با مادر اتیوپیایی و هفت پسرش، علی، محمد، باشت، سلیمان، حسین و داوود در زنگبار، پمبه (پنبه)، تنگه، تومبتو و جزایر کومور ساکن شدند. گفته شده‌است که وی از خاندان ال بویه بوده‌است آنها یک فدراسیون در جزایر شرق آفریقا ایجاد کردند و محور تجارت آزاد میان موگادیشو در شمال و سوفالا در جنوب را شکل دادند. زنگبار به‌عنوان یک خط میانی بین موگادیشو و سوفالا بود که به شکل یک مرکز تجاری کالاها را به کشورهای خلیج‌فارس و هندوچین صادر می‌کرد. اغلب تجار ایرانی در دوره بادهای موسمی‌شمال شرق، از خلیج فارس به زنگبار می‌رفتند و از این منطقه دیدار می‌کردند. آنها با کشتیهای بزرگ چوبی که از ابتدا تا انتهایش به طورجذابی کنده‌کاری شده بود به زنگبار می‌رفتند و با خود ماهی‌خشک، فرش، نمک، چادر (در زنگبار به بویبوی معروف است) خرما و چرم می‌بردند. پارچه‌های آبی رنگ ایرانی در شرق آفریقا خریداران خوبی داشت.
تا سال ۱۴۹۸ ورود پرتغالی‌ها فرهنگ ایرانی اسلامی و امپراتوری افرو شیرازی در کیلواو تمام سواحل شرقی از سومالی تا بندر موسی بن بیک در حد کمال بود و کیلوا به مرکز ثروتمندان تجارت طلا تبدیل شده بود. حکومت افروشیرازی بزرگترین و منسجم‌ترین حکومت در سواحل شرق آفریقا تا آن دوره بوده‌است. از سومالی تا انتهای اقیانوس هند و سواحل امروزی آفریقای جنوبی تجار کیلوا داد و ستد داشتند.

## حاکمان

### دوره شیرازی
- ۱. (۹۵۷) علی ابن حسن شیرازی
- ۲. (؟) محمد بن علی - چهل سال حکومت کرد.
- ۳. (۹۹۶) علی بن باشات یا پاشا - برای چهار و نیم سال حکومت کرد.
- ۴. (حدود ۱۰۰۱) داوود بن علی
- ۵. (حدود ۱۰۰۵) خالد بن بکر - تنها دو سال حکومت کرد و در قیام استعمارگران ایرانی خلع شد.
- ۶. (۱۰۰۵/۰۷) حسن بن سلیمان بن علی (برادرزاده داوود) پس از قیام علیه دست نشانده چانگا، توسط حکومت مرکزی ایران منصوب شد ۱۶ سال حکومت کرد.
- ۷. (۱۰۲۳؟) علی بن داوود اول (پسر داوود، برادرزاده الحسن) - ۶۰ سال حکومت کرد.
- ۸. (۱۰۸۳؟) علی بن داوود دوم (نوه علی بن داوود) - ۶ سال حکومت کرد، یک مستبد بی منطق، که توسط مردم کیلوا خلع شد و محکوم به مرگ در چاه شد.
- ۹. (۱۱۰۶) الحسن بن داوود، برادر علی بن داوود دوم
- ۱۰. (۱۱۲۹) سلیمان (نام پدر نامشخص، از تبار سلطنتی) - تنها پس از دو سال توسط مردم کیلوا خلع و سر بریده شد.
- ۱۱. (۱۱۳۱) داوود بن سلیمان (پسر قبلی) پیش از آنکه به جای پدرش به کیلوا فراخوانده شود، شغل و ثروت اصلی خود را در سفلا به دست آورد.
- ۱۲. (۱۱۷۰) سلیمان بن الحسن بن داوود یکی از بزرگترین سلاطین کیلوا، که به خاطر تسخیر بخش زیادی از ساحل سواحلی، سوفالا، پمبا، زنگبار و بخش‌هایی از سرزمین اصلی تحت سلطه کیلوا شناخته می‌شود. مسئول ساخت بسیاری از ساختمان‌ها در خود کیلوا، از جمله قلعه سنگی و کاخ‌های آن، شهر را به یک کلان‌شهر واقعی تبدیل کرده‌است. ۱۸ سال حکومت کرد.
- ۱۳. (۱۱۸۹) داوود بن سلیمان (پسر قبلی) ۲ سال حکومت کرد.
- ۱۴. (۱۱۹۰) طالوت بن سلیمان (برادر قبلی) ۱ سال حکومت کرد.
- ۱۵. (۱۱۹۱) حسین بن سلیمان (برادر قبلی) - ۲۵ سال حکومت کرد. بدون وارث درگذشت.
- ۱۶. (۱۲۱۵) خالد بن سلیمان (هله بنیج برادر قبلی) - ۱۰ سال حکومت کرد.
- ۱۷. (۱۲۲۵)؟ بن سلیمان (برادرزاده قبلی) - ۴۰ سال حکومت کرد.
- ۱۸. (۱۲۶۳–۷) علی بن داوود (ارتباط نامشخص) - ۱۴ سال حکومت کرد.

پایان دوره دودمان پارسی شیرازی ۱۲۷۷، شروع سلسله مهدعلی

### دوره مهدعلی
- ۱۹. (۱۲۷۷) الحسن بن طالوت
- ۲۰. (۱۲۹۴) سلیمان بن حسن (پسر قبلی) – ۱۴ سال حکومت کرد.
- ۲۱. (۱۳۰۸) داوود بن سلیمان
- ۲۲. (۱۳۱۰) أبوالمواهب الحسن بن سلیمان (برادر قبلی)
- ۲۳. (۱۳۳۳) داوود بن سلیمان
- ۲۴. (۱۳۵۶) سلیمان بن داوود
- ۲۵. (۱۳۵۶) حسین بن سلیمان المطعون
- ۲۶. (۱۳۶۲) طالوت بن داوود
- ۲۷. (۱۳۶۴) سلیمان بن داوود
- ۲۸. (۱۳۶۶) سلیمان بن سلیمان بن حسین - ۲۴ سال حکومت کرد.
- ۲۹. (۱۳۸۹) حسین بن سلیمان (پسر قبلی) - ۲۴ سال حکومت کرد.
- ۳۰. (۱۴۱۲) محمد بن سلیمان العادل (الملک العادل)
- ۳۱. (۱۴۲۱) سلیمان بن محمد (پسر قبلی) – ۲۲ سال حکومت کرد. بدون وارث درگذشت.
- ۳۲. (۱۴۴۲) اسماعیل بن حسین (عموی قبلی) – ۱۴ سال حکومت کرد.
- ۳۳. (۱۴۵۴) وزیر سلیمان (وزیر قبلی)
- ۳۴. (۱۴۵۴) محمد بن الحسین بن محمد بن سلیمان آل مظلوم
- ۳۵. (۱۴۵۵) احمد بن سلیمان
- ۳۶. (۱۴۵۶) الحسن بن اسماعیل (پسر سلطان اسماعیل ۳۲ام)
- ۳۷. (۱۴۶۶) سعید بن الحسن/حسین
- ۳۸. (۱۴۷۶) سلیمان ابن محمد ابن حسین (وزیر سلیمان)
- ۳۹. (۱۴۷۷) عبدالله بن حسن (برادر سلطان سعید)
- ۴۰. (۱۴۷۸) علی بن حسن (برادر قبلی)
- ۴۱. (۱۴۷۹) الحسن بن سلیمان، (فرزند وزیر سلیمان)
- ۴۲. (۱۴۸۵) صاحبات بن محمد بن سلیمان (خمبو، فرزندی از تبار سلطنتی)
- ۴۳. (۱۴۸۶) الحسن بن سلیمان (بار دوم)
- ۴۴. (۱۴۹۰) ابراهیم بن محمد
- ۴۵. (۱۴۹۵) محمد بن کیواب
- ۴۶. (۱۴۹۵) الفضیل بن سلیمان (الفضیل، برادرزاده ابراهیم، بنابراین از خون سلطنتی)

پایان سلسله مهدعلی. ۱۴۹۵ آغاز دوره استیلای غاصبان و دست‌نشاندگان پرتغالی.

### دوره پرتغالی
- ۴۷. (۱۴۹۹) ابراهیم بن سلیمان (امیر ابراهیم) وزیر سلطان الفضیل؛ سلطان را خلع و به قتل رساند و نه به عنوان سلطان، بلکه به نام پسر غایب سلطان سلیمان، قدرت را به دست گرفت.
- ۴۸. (۱۵۰۵) محمد بن رکن الدین (از تبار سلطنتی نیست) توسط فرانسیسکو دی آلمیدا به عنوان سلطان دست نشاندهٔ پرتغالی کیلوا منصوب شد.
- ۴۹. (۱۵۰۶) میکانته